# Михальков, Георгий Иосифович
Георгий Иосифович Михальков (бел. Георгій Іосіфавіч Міхалькоў; 27 апреля 1893, Добруш, Могилёвская губерния — 26 марта 1946, Ленинград) — советский морской офицер, контр-адмирал (1940). Участник Великой Отечественной войны. Начальник Потийской военно-морской базы.

## Биография
Родился 27 апреля 1893 года в Добруше (ныне Гомельской области). Был призван в Российский императорский флот. Окончил школу минеров Учебно-минного отряда (1916).
Участник Февральской и Октябрьской революций в Петрограде. В годы Гражданской войны (1917—1922) воевал против войск генерала Н. Н. Юденича и под фортом Красная Горка, во время подавления Кронштадтского восстания участвовал в разоружении судов, стоящих на реке Нева. Служил на Балтийском флоте на различных должностях. Окончил Военно-морское училище (1923). Вахтенный начальник эсминца «Сладков» (1923), корабельный минер эсминцев «Зиновьев» (1923—1924), «9 января» (1924—1925).
Окончил минный класс Специальных курсов командного состава Военно-Морских Сил РККА в 1926 году. Минный специалист эсминца «Петровский» МСЧМ (1926—1927), старший помощник командира (1927—1928), командир эсминца «Незаможник» (1928—1930). Окончил курсы командиров-единоначальников при Военно-политической академии в Ленинграде (1931). Командир дивизиона тральщиков (1936—1937), отряда учебных кораблей (1937—1938).
В 1938—1942 годах — помощник командующего Черноморским флотом по материальному обеспечению, начальник управления строительства и расквартирования Черноморского флота. 4 июня 1940 года присвоено звание контр-адмирал. В 1940—1941 годах — начальник Военно-морской базы в Батуми. Позже возглавлял управление делами при Наркомате ВМФ в Ульяновске (1943—1944), командир Куйбышевской военно-морской базы. В 1944—1945 годах — начальник отдела материально-технического обеспечения Военно-морской медицинской академии.
Награжден тремя орденами Ленина, Красного Знамени, Отечественной войны II степени, именным оружием.
С декабря 1945 года в запасе. Умер 26 марта 1946 года. Похоронен в Санкт-Петербурге на Смоленском кладбище.

## Награды и звания
Награждён орденами и медалями
- Орден Красного Знамени (03.11.1944)
- Три Ордена Ленина (21.02.1945)
- Орден Отечественной войны II степени

## Память
- «Могила Михалькова Г. И. (1893—1946), революционера, контр-адмирала» в Санкт-Петербурге на Смоленском кладбище — объект культурного наследия регионального значения  Объект культурного наследия народов РФ федерального значения. Рег. № 781510196970666 (ЕГРОКН).
- В Добруше (Гомельская область) именем Михалькова названа улица[4] и установлена мемориальная доска[5][6][7][8].